# Leidenschaft (1925)
Leidenschaft ist ein deutsches Stummfilmdrama aus dem Jahre 1925 von Richard Eichberg mit Otto Gebühr und Lilian Harvey in den Hauptrollen.

## Handlung
Der ältliche Gutsbesitzer Olaf von Hallbek hat in einem schweren Anfall von leidenschaftlicher Eifersucht seine heimliche Verlobte Maria von Gilsa eigenhändig umgebracht. Er hat (fälschlicherweise) geglaubt, dass sie ihn mit dem jüngeren Maler Bernd Arvig betrügt. Als nun Marias jüngere Schwester Hella von Gilsa zu Maria heimkehren will und diese tot daniederliegen sieht, bricht das junge Mädchen erschüttert zusammen. Hella weiß nicht von den Zusammenhängen, die zum Tode führten. Als die Nachwuchsmimin nach einiger Zeit einer Theaterverpflichtung nachkommt und dort mit neidischen Kollegen Probleme bekommt, ist es Olaf, der ihr anbietet, sie gemeinsam mit seiner Tochter Ilse auf sein Gut einzuladen, auf dass sie sich dort vom Stress erhole. Gern nimmt die junge Frau dieses Angebot an. Olaf scheint mit diesem Akt der vermeintlichen Generosität lediglich sein schlechtes Gewissen beruhigen zu wollen. Während Olaf ruhelos im angrenzenden Wald umherfährt, lebt sich Hella auf dem Lande ein und freundet sich mit Olafs Sohn Detlev an. 
Erst als sie Bernd Arvig kennen lernt, brechen die alten Wunden wieder auf, glaubt sie doch, dass der Tod ihrer Mutter unmittelbar etwas mit ihm zu tun haben müsse. Der Maler hingegen kann Hella von seiner Unschuld überzeugen und freundet sich nicht nur mit Hella, sondern auch mit Detlev und vor allem mit Ilse an. Als der alte Hallbek eines Tages wieder auf sein Landgut zurückkehrt, erfährt er zu seiner Freude, dass sein Sohn Detlev und Hella sich verloben wollen. Erst durch die Begegnung mit Bern Arvig bricht die Erkenntnis schrecklicher Schuld in Olaf hervor. Als er erfährt, dass Ilse sich in diesen Mann verliebt, den er fälschlicherweise des Ehebruchs verdächtigt hatte, gesteht er nach einem Nervenzusammenbruch im Fieberwahn Hella seine Untat. Hella, die ihn aus Dankbarkeit bislang gepflegt hatte, flieht daraufhin Hals über Kopf aus dem Haus des Schreckens. Detlev erhält die knappe Mitteilung, dass sie zur Bühne zurückkehren wird. 
Der Sohn des Alten scheint die krankhafte Leidenschaft und Eifersucht vom Vater geerbt zu haben und nimmt ebenfalls an, dass Hellas Flucht vom Gutshof etwas mit einem anderen Mann, mit dem Hella ihn mutmaßlich betrügt, zu tun haben müsse. In winterlich vereister Landschaft kommt es zwischen den beiden Liebesleuten auf einem Schlitten zu einer letzten Aussprache, die eine dramatische Wendung nimmt: Rasend vor Eifersucht, als Hella dem Sohn des Mörders ihrer Mutter eine Versöhnung verweigert, steuert Detlev den Pferdeschlitten in selbstmörderischer Absicht auf das vereiste Meer zu, um mit Hella gemeinsam auf der dünnen Eisdecke einzubrechen und unterzugehen. Ehe es zum Äußersten kommen kann, stürzt Olaf herbei und wirft sich dem Pferdegespann entgegen. Während er überrollt wird, kann er den Tod seines Sohnes und Hellas verhindern. Mit seiner Rettungstat hat er den Mord an Hella gesühnt und ein junges Glück vor dem Verderben bewahrt, wenngleich er diesen altruistischen Akt auch mit seinem eigenen Leben bezahlt.

## Produktionsnotizen
Leidenschaft entstand im Frühjahr 1925, passierte die Filmzensur am 15. April desselben Jahres und wurde am 27. April 1925 uraufgeführt. In Österreich lief der Streifen am 10. Dezember 1925 an. Der mit Jugendverbot belegte Sechsakter besaß eine Länge von 2345 Meter. 
Jacques Rotmil und Siegfried Wrobleswsky gestalteten die Filmbauten.
Dina Gralla gab hier ihr Filmdebüt, Regisseur Eichberg stellte mit diesem Film die erst 19-jährige Lilian Harvey erstmals groß heraus.